# Fontaines-en-Sologne
Fontaines-en-Sologne è un comune francese di 621 abitanti situato nel dipartimento del Loir-et-Cher nella regione del Centro-Valle della Loira.

## Società

### Evoluzione demografica
Abitanti censiti